# Meir Jitzchak Halewi

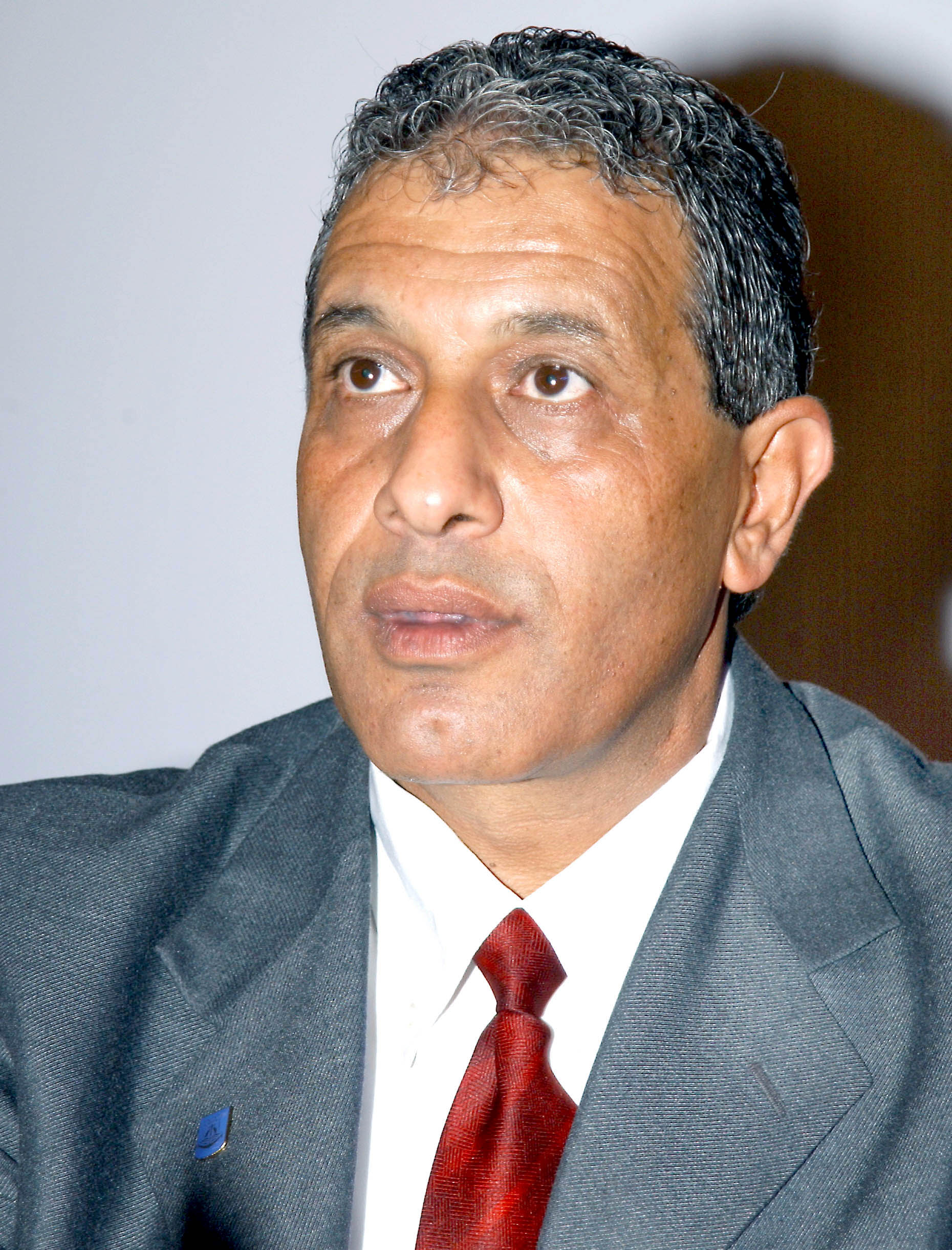
Meir Jitzchak Halewi

Meir Jitzchak Halewi (hebräisch מאיר יצחק - הלוי; * 1953 in Jerusalem) ist ein israelischer Politiker, der derzeit als Bürgermeister von Eilat amtiert.

## Leben
Halewi ist jemenitischen Ursprungs; sein Großvater war Oberrabbiner des Jemen.
Er zog nach 1978 nach Eilat und leitete das Gemeindezentrum in der Innenstadt. Im Jahr 1993 wurde er zum Stadtrat gewählt und kandidierte im Jahre 1998 erfolglos für das Bürgermeisteramt. Zwischen 1998 und 2003 war er Oppositionsführer im Rat. Er gewann die Kommunalwahlen im Jahr 2003 und trat nach Gründung der Kadima dieser neuen Partei bei. Bei den Kommunalwahlen vom November 2008 trat Halewi gegen zwei ehemalige Bürgermeister, Gabi Kadosch und Rafi Hochman, und den Likud-Kandidaten Robert Sibony an, erhielt 50 % der Stimmen und konnte somit im Amt verbleiben.
Bei der Gründung der Kadima-Partei war Halewi einer derjenigen Bürgermeister in Israel, die sich von der Likud-Partei lösten. Er war einer der Initiatoren der Aktion „Stadt ohne Gewalt“, deren Erfolg als nationales Projekt umstritten ist.